# KUT
Pour les articles homonymes, voir KUT (homonymie).
KUT est une station de radio américaine, de service public, basée à Austin, dans l'État du Texas, et diffusant ses programmes sur la fréquence 90,5 FM. Propriété de l'Université du Texas à Austin qui en assure sa gestion, elle est la station du réseau de radiodiffusion public NPR pour l'agglomération d'Austin, région connue sous le nom de Central Texas.

## Programmation
La programmation de KUT est principalement orientée autour de l'information, de la politique et de la culture, tandis que sa station sœur, KUTX, disponible sur la fréquence 98,9 FM et affiliée à NPR, a une programmation entièrement musicale.
La station diffuse des programmes du réseau NPR et produit un certain nombre de ses émissions ; on compte parmi celles-ci :
- Texas Standard, émission d'information régionale quotidienne, produite par KUT et diffusée sur 22 stations de radio texanes[1] ;
- Two Guys on Your Head, émission de vulgarisation scientifique animée par Rachel McInroy et les deux professeurs de l'université Art Markman et Bob Duke[2].